# Ineitkaes
| ini | n · t | k · s |

Ineitkaes (Neit - božica rata, ka = "duša") je bila egipatska princeza 3. dinastije.

## Životopis
Ineitkaes je bila kćer faraona Džozera i njegove sestre-žene Hetefernebti; njihovo jedino poznato dijete, te unuka Kasekemuija i Nimaetap. Zvana je "ona koja gleda Horusa" (svog oca). Umrla je neudata, bez djece, i to je bio kraj Džozerove obitelji. Na steli iz Sakare Ineitkaes i njezina majka su prikazane kraj Džozerove noge, a tu je i treća žena, najvjerojatnije druga Džozerova kćer, Ineitkaesina sestra. 

## Vanjske poveznice
Tko je tko u drevnom Egiptu - Ineitkaes